# Double Target
Double Target – włoski film akcji z 1987 roku, napisany, wyreżyserowany i zmontowany przez Brunona Mattei, z amerykańskimi aktorami Donaldem Pleasence'm i Milesem O’Keeffe obsadzonymi w rolach głównych.

## Fabuła
Po kilku gwałtownych zgonach amerykańskich i brytyjskich wojskowych w atakach samobójczych w południowo-wschodniej Azji, Stany Zjednoczone zaczynają podejrzewać spisek rządu wietnamskiego. Aby odkryć prawdę tajemniczych śmierci, armia amerykańska wysyła do Azji byłego komandosa Roberta Rossa, który ponadto szuka swojego dawno zaginionego w Wietnamie syna. Wojskowi dowódcy żołnierza liczą na sukces w wykonaniu misji, lecz jego polityczni nadzorcy mają wobec Rossa zupełnie inne plany.

## Obsada
- Miles O’Keeffe − Robert Ross
- Donald Pleasence − senator Blaster
- Bo Svenson − pułkownik Galckin
- Kristine Erlandson − Mary McDouglas
- Ottaviano Dell’Acqua (w czołówce jako Richard Raymond) − Toro
- Luciano Pigozzi (w czołówce jako Alan Collins) − McDouglas
- Mike Monty − major Waters
- Massimo Vanni (w czołówce jako Alex McBride) − rosyjski żołnierz
- Edison Navarro − Jan